# Katalin Povázsán
Katalin Povázsán (Boedapest, 2 augustus 1960) is een Hongaars kanovaarder.
Povázsán nam in 1980 voor Hongarije deel aan de Olympische zomerspelen van Moskou op het onderdeel kanovaren, waar zij de zevende plaats behaalde. Op de Wereldkampioenschappen kanosprint won ze vijf maal een medaille.
Povázsán is getrouwd met olympisch kanovaarder András Rajna.